# Крикуни перед судом
«Крикуни перед судом» (італ. Urlatori alla sbarra) — італійська музична комедія Лучо Фульчі. Фільм випущений 13 березня 1960 року, з Адріано Челентано і Міною Мадзіні у головних ролях.

## Сюжет
Група молодих рок-музикантів приймає рішення, що один-єдиний спосіб розрекламувати групу — це з'явитися в телеефірі. У цьому їм міг би надати допомогу батько дівчини одного з учасників групи, який є генеральним директором однієї телекомпанії. Однак, на жаль, йому дана ідея зовсім не подобається.

## У ролях
- Адріано Челентано — Адріано
- Міна Мадзіні — Міна
- Джо Сентьєрі — Джо Іл Россо
- Ельке Зоммер — Джулія
- Чет Бейкер — Чет
- Джакомо Фурія — Губелліні
- Коррадо Лояконо — Коррадо
- Турі Пандольфіні — Буччі
- Маріо Каротенуто — Джоммареллі
- Марілу Толо — Марілу

## Знімальна група
- Режисер — Лучо Фульчі;
- Сценарій — Джованні Аддессі, Лучо Фульчі, Вітторіо Вігі;
- Продюсер — Джованні Аддессі;
- Оператор — Джанні Ді Венанцо;
- Композитор — П'єро Уміліані;
- Художник — Оттавіо Скотті;
- Монтаж — Габріель Веріел